# Nichlaul
Nichlaul é uma cidade e uma nagar panchayat no distrito de Maharajganj, no estado indiano de Uttar Pradesh.

## Geografia
Nichlaul está localizada a 27° 19′ N, 83° 44′ L. Tem uma altitude média de 91 metros (298 pés).

## Demografia
Segundo o censo de 2001, Nichlaul tinha uma população de 15,501 habitantes. Os indivíduos do sexo masculino constituem 53% da população e os do sexo feminino 47%. Nichlaul tem uma taxa de literacia de 56%, inferior à média nacional de 59.5%: a literacia no sexo masculino é de 67% e no sexo feminino é de 44%. Em Nichlaul, 18% da população está abaixo dos 6 anos de idade.